# Șimișna, Sălaj
Șimișna este satul de reședință al comunei cu același nume din județul Sălaj, Transilvania, România.

## Elemente geografice

### Așezare
Localitatea Șimișna este așezată de-a lungul văii cu același nume, în Podișul Someșan, situată din punct de vedere geomorfologic în piemonturile și depresiunile de contact cu subcarpații interni ai Transilvaniei, localitatea Șimișna se numără printre cele mai mari și mai frumoase așezări rurale ale județului Sălaj. Satul este străbătut de drumul județean 108 S, care îl străbate de la un capăt la altul la circa 85 km de orașul Zalău, reședința județului Sălaj.

### Relief
Vatra actuală a satului este situată în cea mai mare parte de-a lungul terasei Văii Șimișna, dar și pe văiile secundare.
Situată pe Valea Șimișnei între dealurile care o străjuiesc, localitatea Șimișna se remarcă prin numărul mare de case bine gospodărite și instituții bine îngrijite. În imediata vecinătate a Bisericii și a Căminului Cultural se ridică impunătoare clădirea școlii gimnaziale. De asemenea un alt motiv de mândrie este Biserica care și ea a fost renovată și pictată în stil bizantin.
Lunca Văii Șimișna brăzdează teritoriul din direcția sud-nord împărțindul în aproape două părți egale. Lățimea ei variază între 50-60 metri și reprezintă 5-10% din suprafața teritoriului localității. Terasele slab individualizate de o parte și de cealaltă a Văii Șimișna prezintă ușor ondulații cu o înclinație est-vest.

## Istoric
Etimologia cuvântului "Șimișna" ar proveni din slava veche ("smog", smazisi") și ar însemna uscat, deci un loc uscat prielnic așezărilor umane. Cercetarea privind începuturile istorice ale așezării Șimișnei se oprește la epoca bronzului. Din aceasta perioadă a fost descoperit în condiții necunoscute un topor de bronz. De asemenea în 1927 într-un vas de lut au fost descoperite 6 topoare de luptă, unele cu dimensiuni neobișnuite. O parte din piese au fost distruse prin topire, iar restul au ajuns în colecția unor colecționari particulari. Lipsa până în prezent a unor cercetări arheologice privează localitatea de dovezi arheologice remarcabile. Prima mențiune documentară a localității Șimișna este în anul 1314, când apare sub denumirea Kisscemesnya (Șimișna mică) și aparține familiei Centea din neamul Aba.

## Obiective turistice
Orice colțișor din natură își are frumusețea lui, un asemenea loc ar putea fi și Valea Mănăstirii unde a existat o mănăstire a călugărilor ortodocși care și-a încheiat existența la începutul secolului al XIX-lea. Biserica Mănăstirii a fost mutată în localitatea Pustuța unde există și azi. Nu dispunem de date exacte referitoare la începuturile construcției, ea pierzându-se în negura vremurilor.

## Resurse locale
Dintre resursele zonei Șimișna enumerăm în primul rând resursele solului: lemnul pădurilor utilizat în construcții și pentru foc; produsele anexe ale pădurii, în primul rând ciupercile comestibile, dintre care hribii, gălbiori, ghebe și alte soiuri colectate de întreprinzători particulari și destinate exportului. În cantitate mai mica se colectează fructe de pădure și plante medicinale folosite în industria farmaceutică.